# Château de Viviers
Ne doit pas être confondu avec Château de Viviers-lès-Montagnes.
Le château de Viviers est un château situé à Viviers, en France.

## Localisation
Le château est situé dans le département français de l'Yonne, sur la commune de Viviers.

## Historique
L'édifice est inscrit au titre des monuments historiques en 1984.